# Banque européenne pour la reconstruction et le développement
Pour les articles homonymes, voir Berd (homonymie).
Ne pas confondre avec la Banque européenne d'investissement (BEI) et la Banque de développement du Conseil de l'Europe (CEB)
- Membres financeurs
- Membres récipiendaires d'investissements

La Banque européenne pour la reconstruction et le développement ou BERD (en anglais, European Bank for Reconstruction and Development ou EBRD) est une organisation internationale chargée de faciliter le passage à une économie de marché dans les pays d'Europe centrale et orientale. Créée à Paris le 29 mai 1990, à la suite d'une idée de François Mitterrand, elle a été inaugurée le 15 avril 1991. Son siège est situé à Londres.

## Rôle et moyens
Elle émet des emprunts sur le marché international qui lui servent à financer ou cofinancer des investissements (soit par des prêts, soit par des prises de participation) favorisant la transition vers une économie de marché dans les pays de l'Europe centrale et orientale (PECO), dans les pays de l'ex-URSS et en Mongolie.
Contrairement aux autres institutions financières internationales, le mandat de la BERD se limite aux pays « qui s’engagent à respecter et mettent en pratique les principes de la démocratie pluraliste, du pluralisme et de l’économie de marché, de favoriser la transition de leurs économies vers des économies de marché, et d’y promouvoir l’initiative privée et l’esprit d’entreprise ». Les activités de la Banque sont donc extrêmement limitées en Biélorussie, en Ouzbékistan et au Turkménistan, dont les régimes autoritaires ne remplissent pas ces critères. Cependant, malgré certaines critiques de pays européens sur l'Etat de droit en Russie, la banque ne limite pas ses activités dans cette dernière.
On ne doit pas la confondre avec la Banque européenne d'investissement (BEI).

## Historique
Dès 1993, 2 ans après sa création, de nombreuses critiques viennent sanctionner les dépenses somptuaires de la banque pour son propre compte en lieu et place du financement des pays de l'est européen. La gestion de Jacques Attali, président fondateur, est particulièrement pointée du doigt.
En 2006, la BERD a investi 4,9 milliards d'euros dans 301 projets différents ; elle a réalisé 2,4 milliards d'euros de bénéfices. C'est elle qui a financé une grande partie du nouveau sarcophage de Tchernobyl, qui est selon Novarka "la plus grande structure terrestre mobile jamais construite".
Depuis le printemps arabe de 2011, la BERD a décidé d'élargir sa zone d'intervention au sud et à l'est de la méditerranée[réf. nécessaire].
À partir de 2015, elle aide également la Grèce, en proie à une crise budgétaire majeure.
En 2017, la BERD annonce en septembre l'ouverture d'un second bureau au Maroc (à Tanger).
En octobre 2023, la BERD accepte l'adhésion du Bénin et de la Côte d'Ivoire, une première pour des pays d'Afrique subsaharienne.

## Membres
La BERD, qui comptait 38 actionnaires en 1990, en rassemblait 76 en juillet 2025.
Actionnaires de la BERD (année d'entrée au capital)
1990
- Allemagne
- Australie
- Autriche
- Belgique
- Bulgarie
- Canada
- Chypre
- Corée du Sud
- Danemark
- Égypte
- Espagne
- États-Unis
- Finlande
- France
- Grèce
- Hongrie
- Irlande
- Islande
- Israël
- Italie
- Japon
- Liechtenstein
- Luxembourg
- Malte
- Maroc
- Mexique
- Nouvelle-Zélande
- Norvège
- Pays-Bas
- Pologne
- Portugal
- Roumanie
- Royaume-Uni
- Suède
- Suisse
- Turquie
- Union européenne
- BEI

1991
- Albanie

1992
- Arménie
- Azerbaïdjan
- Biélorussie
- Estonie
- Géorgie
- Kazakhstan
- Kirghizistan
- Lettonie
- Lituanie
- Moldavie
- Ouzbékistan
- Russie
- Slovénie
- Tadjikistan
- Turkménistan
- Ukraine

1993
- Croatie
- République tchèque
- Macédoine du Nord
- Slovaquie

1996
- Bosnie-Herzégovine

2000
- Mongolie

2001
- Serbie

2006
- Monténégro

2011
- Jordanie
- Tunisie

2012
- Kosovo

2016
- Chine

2017
- Liban

2018
- Inde

2019
- Libye
- Saint-Marin

2021
- Algérie
- Émirats arabes unis

2023
- Irak

2024
- Bénin
- Côte d'Ivoire

2025
- Kenya
- Nigeria
- Sénégal

Pays qui n'est pas actionnaire mais qui est donateur :  Taïwan

## Présidence
Le président de la BERD est élu par le Conseil des gouverneurs pour une durée de quatre ans renouvelable.
| Portrait                               | Identité              | Nationalité       | Période        | Période                |
| Portrait                               | Identité              | Nationalité       | Début          | Fin                    |
| -------------------------------------- | --------------------- | ----------------- | -------------- | ---------------------- |
| Jacques Attali en 2020.                | Jacques Attali        | Français          | avril 1991     | juin 1993 (démission)  |
| Jacques de Larosière en 2024           | Jacques de Larosière  | Français          | septembre 1993 | janvier 1998           |
| Horst Köhler, 2004.                    | Horst Köhler          | Allemand Polonais | septembre 1998 | avril 2000 (démission) |
| Jean Lemierre en 2025                  | Jean Lemierre         | Français          | juillet 2000   | juillet 2008           |
| Thomas Mirow                           | Thomas Mirow          | Allemand          | juillet 2008   | juillet 2012           |
| Suma Chakrabarti                       | Suma Chakrabarti (en) | Britannique       | juillet 2012   | juillet 2020           |
| Odile Renaud-Basso, 15 septembre 2022. | Odile Renaud-Basso    | Française         | novembre 2020  | En cours               |

### Rémunération
Selon le journal L'Express, en 2008 la rémunération annuelle du président (Jean Lemierre) de la Banque européenne  pour la reconstruction et le développement était de 428 000 € auxquels s'ajoutent la résidence à Londres et une voiture avec chauffeur.